# What3words
what3words ist ein proprietäres System zur Georeferenzierung von Standorten mit einer Auflösung von drei Metern zur weltweiten Lokalisierung. Des Weiteren ist es ein gleichnamiges Unternehmen mit Sitz in London.
Das System teilt die Welt in 57 Billionen Quadrate je 3 × 3 Meter auf, die dann jeweils mit drei Wörtern kodiert werden. Ein Beispiel für diese geographischen Koordinaten: Die Freiheitsstatue in New York City befindet sich bei ///dankt.anlegen.kinosaal (in englischer Sprache bei ///planet.inches.most). Dies unterscheidet sich von den meisten anderen Standortkodierungssystemen dadurch, dass es drei Wörter anstelle von Zeichenfolgen oder Buchstaben anzeigt. what3words hat eine Website, Apps für iOS und Android und eine teils kostenpflichtige Programmierschnittstelle, die bidirektionale Konvertierung von what3words-Adresse und Breitengrad/Längengrad-Koordinaten ermöglicht. 

## Geschichte
Das Unternehmen ging im Juli 2013 online. Gegründet wurde es von Chris Sheldrick, Jack Waley-Cohen, Mohan Ganesalingam und Michael Dent, die zugrundeliegende Idee wurde von Sheldrick und Ganesalingam entwickelt. Sheldrick war während seiner Tätigkeit als Konzertveranstalter mit dem Problem konfrontiert, Equipment und Bands rechtzeitig und zielgenau an Veranstaltungsorte zu bringen, was aufgrund unzureichender Adressinformationen in Industriegebieten, auf Brachflächen und Festivalgeländen nicht einfach ist. Das Unternehmen wurde am 5. März 2013 gegründet, am 19. April 2013 wurde eine Patentanmeldung für die Technologie eingereicht.
Im März 2016 gab das Unternehmen bekannt, dass Steve Coast, Gründer von OpenStreetMap, dem Unternehmen als Chief Evangelist beitrat und für den Aufbau und die Stärkung von Partnerschaften in Nordamerika zuständig ist.
Im Januar 2018 kaufte Mercedes-Benz etwa 10 % des Unternehmens und kündigte die Unterstützung von What3words in zukünftigen Versionen seines Infotainment- und Navigationssystems an.
Im Jahr 2018 machte das Unternehmen einen Umsatz von 274.000 £ und verlor 11 Mio. £. Im Jahr bis Dezember 2019 verlor das Unternehmen 14,5 Mio. £ und wies ein Vermögen von 24,7 Mio. £ aus. Im Januar 2020 hatte das Unternehmen 100 Mitarbeiter und sammelte über 50 Mio. £ von Investoren ein.
Die Verluste gingen weiter:
- Jahr bis Dezember 2020: 16,0 Millionen Pfund.
- Jahr bis Dezember 2021: 43,2 Millionen Pfund.[14]
- Jahr bis Dezember 2022: 31,5 Millionen Pfund.[15]
- Jahr bis Dezember 2023: 16,5 Millionen Pfund.[16]

Im März 2021 wurde bekannt gegeben, dass ITV plc 2 Millionen Pfund in What3words als erste Investition im Rahmen seines Media-for-Equity-Programms investiert hatte.

## Konzept
what3words legt über die Erde ein Raster von 3 mal 3 Metern, bestehend aus 57 Billionen Quadraten. Durch diese Rasterung werden auch die Orte auf der Erdoberfläche abgedeckt, die über keine Gebäudeadresse wie Straße und Hausnummer verfügen. Jedes dieser Quadrate wird eindeutig durch eine Kombination von drei Wörtern gekennzeichnet (w3w-Adresse). Stand Mai 2022 sind ca. 50 Sprachen verfügbar. Adressen lassen sich allerdings nicht durch die Übersetzung der einzelnen Wörter in eine andere Sprache übertragen.
Die englische Wortliste von what3words besteht aus 40.000 Wörtern, mit denen das Meer und das Land abgedeckt werden. Jede weitere what3words-Sprache verwendet eine Wortliste mit 25.000 Wörtern zur Abdeckung der weltweiten Landfläche. Die Listen gehen durch mehrere automatisierte und menschliche Prozesse, bevor sie nach einem Algorithmus sortiert werden, der die Verwechslungsgefahr minimieren soll, und beleidigende Wörter werden entfernt.
Das what3words-System verwendet einen proprietären Algorithmus in Kombination mit einer kleinen Datenbank. So kann die Kerntechnologie von what3words mit einer Datei von etwa 10 MB Größe realisiert werden.
Der Vorteil von what3words liegt in der mutmaßlich leichten Einprägsamkeit dieser drei Wörter.
Die Deutsche Bahn Digital Ventures GmbH ist am Unternehmen beteiligt. Ebenso die Daimler AG. Darüber hinaus hat Daimler angekündigt, ihr Navigationssystem in Deutschland um die Adresseingabe von what3words zu ergänzen. Diesbezüglich arbeitet sie auch mit dem KEP-Dienst DPD Deutschland zusammen.

## Rettungswesen
In BOS-Leitstellen der DACH-Region kommen what3words-Adressen nicht flächendeckend zur Anwendung. Nur rund ein Drittel der deutschen BOS-Leitstellen, 2 von 13 österreichischen Rettungsleitstellen und in 3 schweizerischen Leitstellen können diese Ortsangaben ausgewertet werden (Stand Juni 2025).

## Postwesen
Mehrere Staaten (Stand Oktober 2017) haben das What3words-Referenzsystem in ihr Postwesen integriert:
- Dschibuti
- Elfenbeinküste
- Mongolei
- Nigeria
- Salomonen
- Sint Maarten
- Tonga

## Kritik
Befürworter offener Standards kritisieren das System, da es als proprietärer Code eines privatwirtschaftlich geführten Unternehmens nicht veröffentlicht, sondern im Gegenteil patentrechtlich geschützt wurde. Als Nachteil wird auch angesehen, dass ähnlich lautende Adressen absichtlich weit voneinander entfernt liegen. Das Unternehmen hinter w3w bekräftigt jedoch, dass dies mit dem Ziel geschehen ist, einfache Plausibilitätsprüfungen durch den Nutzer zu ermöglichen. Allerdings wird auch diese Erklärung kritisiert, da es sehr häufig vorkommt, dass ähnliche Wörter (oder Plural/Singular-Kombinationen) nah beieinanderliegen. Teilweise sind diese Positionen direkt gegenüber auf verschiedenen Seiten desselben Flusses bzw. Tals.
Der alltägliche Nutzen des Systems ist gering. Ohne elektronisches Gerät können w3w-Adressen nicht lokalisiert werden, und der Abstand zwischen zwei w3w-Adressen kann nicht abgeschätzt werden. Dadurch ist es schwer, Fehleingaben von unbekannten Orten zu erkennen. Auch die einfache Merkbarkeit ist fraglich, da die Wortliste viele sinnähnliche und Pluralversionen mancher Wörter enthält. Zuletzt ist das System nicht international vollumfänglich nutzbar, da zum einen nur die englische Version die großen Wasserflächen der Erde abdeckt, und zum anderen w3w-Adressen nicht ohne ein elektronisches Gerät in verschiedene Sprachen übersetzt werden können. Dadurch, dass entgegen der Behauptungen von what3words annähernd gleich klingende Adressen durchaus nur wenige Kilometer voneinander entfernt sein können und das System sprachgebunden ist, kann es für Fremdsprachler sehr schwer bis unmöglich sein, sie sicher zu unterscheiden.